# Verdrag van Aigun

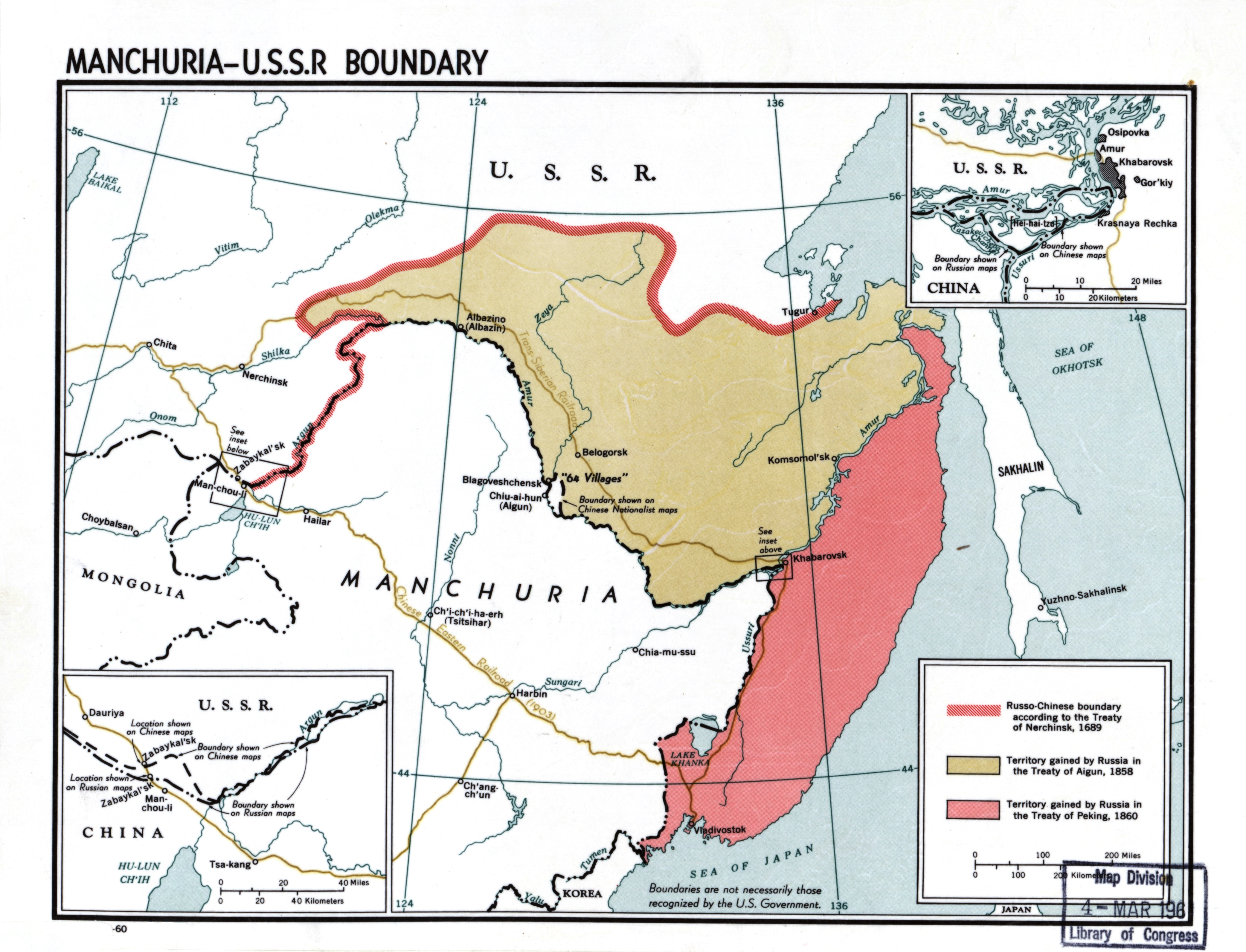
Kaart van de Russische gebiedsuitbreiding

Het Verdrag van Aigun (Chinees: 瑷珲条约, Hanyu pinyin: Aìhún Tiáoyuē, Russisch: Айгунский договор) was een Russisch-Chinees verdrag dat de huidige grenzen van het Russische Verre Oosten vastlegde. De overeenkomsten werden bevestigd op de Conventie van Peking in 1860.
De Russische vertegenwoordiger Nikolaj Moeravjov en de Qing-vertegenwoordiger Yishan tekenden het verdrag op 28 mei 1858 in Aigun, Mantsjoerije. Het was een van de vele verdragen tussen het Qing-rijk en de buitenlandse machten die het 19de-eeuwse China dwongen tot afstand van territorium en soevereine rechten. Deze gebieden hadden doorgaans een niet-Chinese bevolking (Mantsjoes, Tibetanen, Mongolen en Turkse volkeren).
Het voorstel van het verdrag was de grens samenleggen met de Amoer.
Rusland kreeg de linkeroever van de Amoer, die toegewezen was aan China als gevolg van zowel het Verdrag van Nertsjinsk van 1689 als het verdrag van Kjachta van 1727. De Amoer, Sungari en de Oessoeri werden toegankelijk voor zowel Chinese als Russische schepen. Mantsjoes die ten noorden van de rivier woonden mochten blijven. Het gebied dat ten westen begrensd was door de Oessoeri, in het noorden door de Amoer en in het oosten het zuiden door de Japanse Zee, werd door zowel Rusland als China bestuurd. De mensen langs de Amoer, Sungari en de Oessoeri mochten handel met elkaar drijven.
Opmerkelijk is dat het Verdrag van Aigun nooit goedgekeurd werd door keizer Xianfeng en opging in de Conventie van Peking van november 1860.